# Edosa oratrix
Edosa oratrix är en fjärilsart som beskrevs av Edward Meyrick 1913. Edosa oratrix ingår i släktet Edosa och familjen äkta malar. Inga underarter finns listade i Catalogue of Life.